# 23E busz (Székesfehérvár)
A székesfehérvári 23E jelzésű autóbusz a Jancsár utca és a Videoton között közlekedik, munkanapokon. A viszonylatot a Volánbusz üzemelteti.

## Útvonala
| Videoton felé | Jancsár utca felé |
| --- | --- |
| Jancsár utca vá. – Balatoni út – Jancsár köz – Horvát István utca – Széchenyi utca – Vörösmarty tér – Budai út – Budai út – Fiskális út – Túrózsáki út – Berényi út – Videoton vá. | Videoton vá. – Berényi út – Béla utca – Fiskális út – Budai út – Budai út – Vörösmarty tér – Széchenyi utca – Horvát István utca – Jancsár köz – Bakony utca – Jancsár utca vá. |

## Megállóhelyei
| 0  | Jancsár utca végállomás     | 20 | 10, 20, 22, 23, 24, 25, 26, 26A, 29 8050, 8055, 8060, 8062, 8067, 8068, 8069, 8070, 8078                                                          | Jancsár Hotel                                                                     |
| 1  | Tóvárosi lakónegyed         | 19 | 20, 22, 23, 24, 25, 26, 26A | Tóvárosi Általános Iskola                                                         |
| 3  | Református Általános Iskola | 17 | 11, 11A, 11G, 12, 12A, 12Y, 13, 13A, 13G, 13Y, 15, 15Y, 22, 23, 24, 25, 26, 26A, 36, 37, 38, 40, 41, 43, 44                                       | Református templom, Talentum Református Általános Iskola, József Attila Kollégium |
| 5  | Távirda utca                | 15 | 14, 22, 40, 41, 42, 43, 44 |                                                                                   |
| 7  | Gáz utca / Budai út         | 13 | 14, 14G, 22, 23, 31E, 33, 34, 40, 41, 42, 43, 44 707, 747, 748, 749, 750, 751, 757, 758, 759, 8030, 8032, 8033, 8035, 8037, 8039 1803, 1823, 1824 |                                                                                   |
| 8  | Zrínyi utca                 | 12 | 14, 22, 23, 31E, 40, 41, 42, 43, 44 | Láncos Kornél Gimnázium, Gróf Széchenyi István Műszaki Szakközépiskola            |
| 9  | Király sor / Budai út       | 11 | 14, 22, 23, 31E, 40, 41, 42, 43, 44 707, 747, 748, 749, 750, 751, 757, 758, 759 1172, 1173, 1174, 1204, 1205, 1215, 1229                          |                                                                                   |
| 11 | Halesz park                 | 9  | 17, 22, 23, 31, 31E | Halesz park                                                                       |
| 13 | Fiskális út / Budai út      | 7  | 17, 22, 23, 31, 31E 707, 747, 748, 749, 750, 751, 757, 758, 759, 8030, 8035                                                                       | Öreghegyi Magyarok Nagyasszonya Plébániatemplom, Budai úti református templom     |
| 15 | Bártfai utca                | 5  | 23, 25, 31, 31E |                                                                                   |
| 16 | Késmárki utca               | 4  | 23, 25, 31, 31E | Fiskális úti orvosi rendelő, Székesfehérvár 8. sz. posta                          |
| 17 | Pozsonyi út / Fiskális út   | 3  | 23, 24, 25, 31, 31E |                                                                                   |
| 18 | Máriavölgyi elágazás        | 2  | 23, 26A, 31, 31E, 32 | Dominó Panzió                                                                     |
| 20 | Videoton végállomás         | 0  | 23, 26, 26A, 26G, 31, 31E, 32, M26 718, 8010, 8011, 8013, 8030, 8035                                                                              | Videoton, Váci Mihály Ipari Szakképző Iskola és Kollégium                         |